# اسپیربانکن مور
اسپیربانکن مور (انگلیسی: Sparebanken Møre) شرکت خدمات مالی و بانکداری نروژی است، که در سال ۱۹۸۵ تأسیس شد.